# تهجير الفلسطينيين من اللد والرملة عام 1948
نزوح الفلسطينيين من مدينتي اللد والرملة عام 1948، المعروف أيضاً باسم "مسيرة الموت"، يُعد من أبرز عمليات التهجير القسري التي نُفذت خلال نكبة فلسطين. فقد طردت القوات الصهيونية ما بين 50,000 و70,000 فلسطيني بعد احتلالها للمدينتين خلال حرب 1948–1949. وكانت المدينتان تقعان خارج حدود الدولة اليهودية المقترحة في خطة التقسيم التي أقرتها الأمم المتحدة عام 1947، لكنهما وقعتا لاحقاً تحت سيطرة إسرائيل الناشئة وتحولتا تدريجياً إلى مناطق ذات غالبية يهودية.
تُعد هذه الحملة من أكبر موجات التهجير التي نُفذت خلال النكبة، ووقعت في نهاية الهدنة الأولى مع استئناف المعارك، إذ سعى الصهاينة إلى تأمين الطريق نحو القدس والطريق الساحلي، اللذين كانا يتعرضان لضغط من القوات الأردنية والمصرية والفلسطينية.
من وجهة النظر الإسرائيلية، وبحسب المؤرخ الإسرائيلي بيني موريس، فإن الهدف من اقتحام البلدتين كان إثارة الذعر في صفوف السكان المدنيين ودفعهم إلى الفرار. وقد ساهمت هذه العملية، بحسب موريس، في درء التهديد العربي عن تل أبيب، وإعاقة تقدم الجيش العربي من خلال خلق أزمة لاجئين تسد الطرق الرئيسية. كما نُقل أن لواء يفتاح تلقى أوامر بتجريد المدنيين من ممتلكاتهم الثمينة – مثل الساعات والمجوهرات والنقود – بهدف تحميل الجيش العربي عبئاً لوجستياً إضافياً مع تدفق أعداد هائلة من اللاجئين، وهو ما من شأنه تقويض قدراته العسكرية والنَيل من معنويات المدن العربية المجاورة.
في 10 يوليو، أصدر غلوب باشا، قائد الفيلق العربي الأردني، أمراً لقواته بـ"الاستعداد لخوض حرب زائفة". وفي اليوم التالي، استسلمت الرملة دون قتال يُذكر، بينما شهدت اللد مقاومة أشد وسقط فيها عدد كبير من القتلى. ويُقدّر المؤرخ الفلسطيني عارف العارف أن نحو 426 فلسطينياً قُتلوا في اللد يوم 12 يوليو، بينهم 176 داخل أحد المساجد، فيما قُتل نحو 800 خلال المعارك. أما موريس، فقد قدّر عدد القتلى الفلسطينيين بما يصل إلى 450 شخصاً، إلى جانب 9–10 جنود إسرائيليين.
عقب السيطرة على المدينتين، أصدر الجيش الإسرائيلي أمراً بالطرد الجماعي لسكان اللد، وُقع عليه من قبل إسحاق رابين، وينص على وجوب طرد سكان اللد بسرعة، دون مراعاة للسن...". نُقل سكان الرملة في حافلات، بينما أجبر سكان اللد على السير لمسافات طويلة تحت حرارة الصيف الشديدة باتجاه المناطق الخاضعة للسيطرة العربية، حيث حاول الفيلق العربي الأردني – بقيادة بريطانية – تقديم المساعدة والإمدادات. وقد توفي عدد من اللاجئين خلال الرحلة بسبب الإرهاق والجفاف، وتتفاوت التقديرات بين أعداد قليلة تصل إلى المئات، وقد ذُكر أن عدد الوفيات بلغ نحو 500 شخص.
مثّلت عملية تهجير سكان اللد والرملة حوالي عُشر موجة النزوح الجماعي للفلسطينيين من وطنهم عام 1948، والمعروفة عربياً بـ"النكبة". وقد وصف عدد من الباحثين، من بينهم المؤرخ الإسرائيلي إيلان بابيه، ما جرى بأنه "تطهير عرقي". في أعقاب التهجير، استقر آلاف اليهود الوافدين إلى إسرائيل في المنازل التي خُليت من أصحابها، بين عامي 1948 و1951، وذلك بسبب نقص السكن، ولضمان عدم عودة السكان الأصليين إليها. واعتبر الصحفي الإسرائيلي آري شافيت أن هذه الأحداث شكلت "مرحلة حاسمة في الثورة الصهيونية، وأسست لبنية الدولة اليهودية".

## خلفية الأحداث

### حرب فلسطين عام 1948

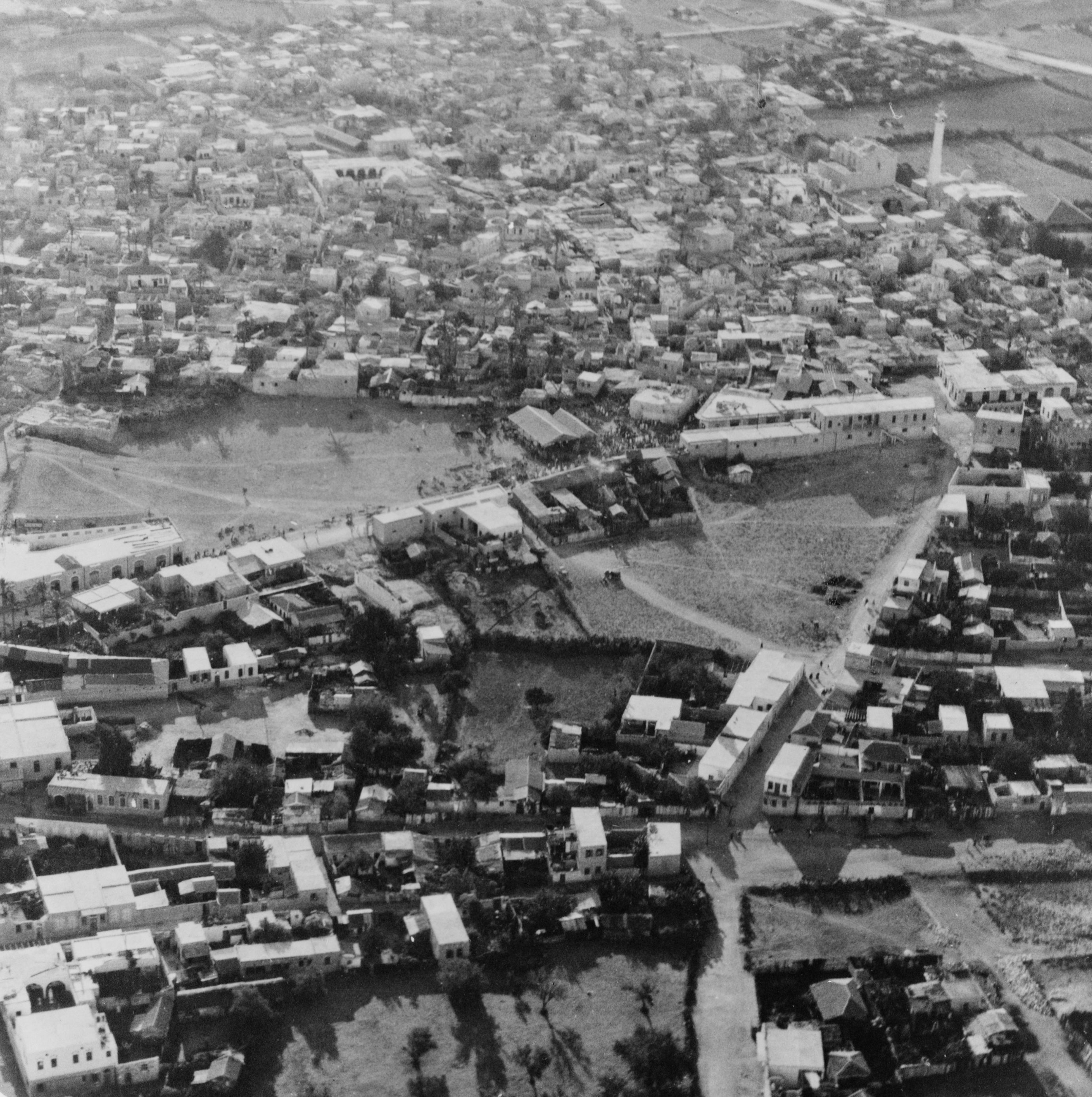
مدينة اللد عام 1932.

خضعت فلسطين للانتداب البريطاني منذ عام 1917 وحتى عام 1948. وبعد ثلاثة عقود من التوتر والصراع بين العرب واليهود، صوتت الجمعية العامة للأمم المتحدة في 29 نوفمبر 1947 لصالح خطة تقسيم فلسطين إلى دولتين، يهودية وعربية، مع إدراج مدينتي اللد والرملة ضمن الخريطة. وقد رحّبت الجالية اليهودية في فلسطين بالخطة، بينما رفضها القادة العرب، مما أدى إلى اندلاع حرب أهلية بين الطرفين.
مع تصاعد الحرب الأهلية، بدأت سلطة الانتداب البريطاني بالانهيار، واقتصرت أولوياتها على سحب قواتها من فلسطين، رغم أنها أبقت على الحصارين البحري والجوي. وفي غضون الأشهر الأربعة والنصف الأولى من القتال، تمكنت الميليشيات الصهيونية من هزيمة الميليشيات الفلسطينية العربية، والسيطرة على المدن المختلطة الرئيسية، الأمر الذي أدى إلى تهجير جماعي لما بين 300,000 و350,000 فلسطيني، إما فراراً من القتال أو نتيجة للطرد القسري.
في 14 مايو 1948، انتهى رسمياً الانتداب البريطاني، وأعلنت إسرائيل قيام دولتها. وفي اليوم التالي، تدخلت جيوش عربية من شرق الأردن ومصر وسوريا والعراق، وأرسلت قواتها إلى الأراضي الفلسطينية السابقة، حيث دخلت في مواجهات مباشرة مع القوات الإسرائيلية. وقد اندلعت معارك عنيفة استمرت ستة أسابيع، دون أن يتمكن أي طرف من تحقيق نصر حاسم.
عقب ذلك، أُعلنت هدنة استمرت أربعة أسابيع، استغلتها إسرائيل لتعزيز قدراتها العسكرية، في حين عانت القوات العربية من نقص الإمدادات بسبب الحصار. ومع انتهاء الهدنة، تجددت المعارك، وخلال هذه المرحلة وقعت عملية احتلال مدينتي اللد والرملة، التي شهدت واحدة من أبرز موجات التهجير الجماعي للفلسطينيين خلال النكبة.

### الأهمية الاستراتيجية لللد والرملة
يعود تاريخ مدينة اللد إلى الفترة ما بين عامي 5600 و5250 قبل الميلاد، مما يجعلها من أقدم المدن المأهولة في فلسطين. أما مدينة الرملة، التي تقع على بُعد ثلاثة كيلومترات فقط منها، فقد تأسست في القرن الثامن الميلادي. وقد اكتسبت كل من اللد والرملة أهمية استراتيجية كبيرة نظرًا لموقعهما عند تقاطع الطرق الرئيسية التي تربط شمال فلسطين بجنوبها وشرقها بغربها. كما كانت اللد تضم مفترق السكك الحديدية الرئيسي في فلسطين، إلى جانب مطار البلاد (الذي يُعرف اليوم باسم مطار بن غوريون الدولي)، كما كانت نقطة عبور أساسية لإمدادات المياه المتجهة إلى القدس، التي تبعد نحو 15 كيلومترًا.

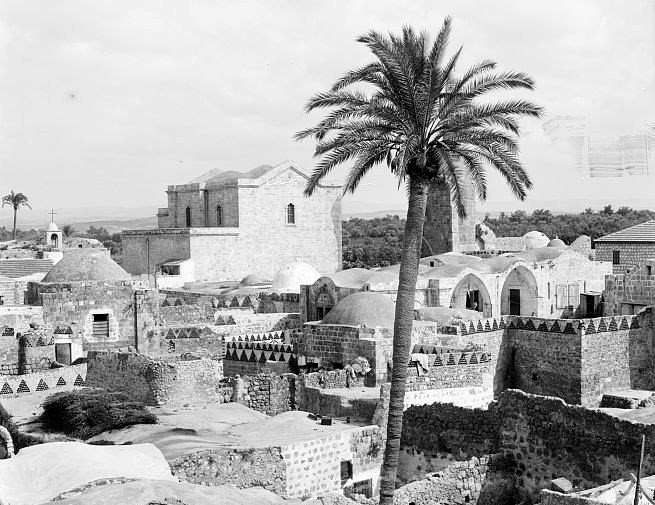
مدينة اللد عام 1920 وتظهر في الخلفية كنيسة القديس جاورجيوس.

منذ اندلاع القتال في ديسمبر 1947، شهدت الطرق المحيطة بالمدينتين اشتباكات متكررة بين القوات اليهودية والعربية. وقد أشار الجغرافي الإسرائيلي أرنون غولان إلى أن الفلسطينيين كانوا يقطعون طريق الإمدادات اليهودية إلى القدس في منطقة الرملة، مما أجبر اليهود على استخدام طريق بديل يمر من الجنوب.
في مايو 1948، نفذت القوات الإسرائيلية عدة هجمات برية وجوية على كل من الرملة ومنطقة اللطرون. في تلك المرحلة، بدأ رئيس الوزراء الإسرائيلي ديفيد بن غوريون في إظهار اهتمام بالغ، وصفه المؤرخ بيني موريس بـ"الهوس"، بهاتين البلدتين، حيث دوّن في مذكراته ضرورة تدميرهما، ووصفهما خلال اجتماع لمجلس الوزراء في 16 يونيو بأنهما «شوكتان» ينبغي التخلص منهما.
في اللد، تولّت سلطة محلية عربية تابعة رسميًا للجنة العربية العليا المسؤوليات المدنية والعسكرية في المدينة، حيث تشير الوثائق إلى تنظيم تدريبات عسكرية، وإقامة الحواجز والخنادق، والاستيلاء على مركبات، وتجهيز عربات مدرعة بأسلحة رشاشة، إلى جانب جهود لشراء الأسلحة. وبحلول أبريل 1948، أصبحت اللد مركزًا لوجستيًا لتوزيع الأسلحة، وتقديم التدريب العسكري، والتنسيق الأمني مع القرى العربية المجاورة.

### عملية داني
أطلقت إسرائيل بعد ذلك عملية داني بهدف تأمين الطريق الواصل بين تل أبيب والقدس، وتحييد أي تهديد محتمل على تل أبيب من قِبل الجيش العربي، الذي كان يتمركز في رام الله واللطرون، مع وجود عدد من عناصره في مدينة اللد.
في 7 يوليو 1948، كُلّف يغئال ألون بقيادة العملية من قبل الجيش الإسرائيلي، بينما تم تعيين إسحاق رابين، الذي سيصبح لاحقًا رئيس وزراء إسرائيل عام 1974، كضابط للعمليات. كان كل من ألون ورابين من عناصر البلماح، وهي وحدة نخبة قتالية تابعة للجالية اليهودية في فلسطين قبل قيام دولة إسرائيل.
نُفِّذت العملية بين 9 يوليو و18 يوليو 1948، وهي الفترة التي تلت انتهاء الهدنة الأولى في الحرب العربية-الإسرائيلية، وسبقت بدء الهدنة الثانية. وقد عُرفت هذه الفترة في السردية الإسرائيلية باسم "الأيام العشرة".

### دفاعات اللد

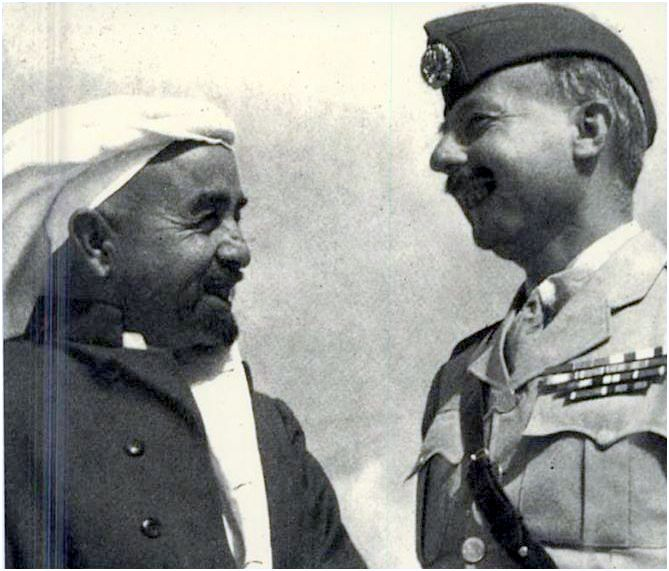
الملك عبد الله ملك الأردن (1882–1951) مع جون باجوت جلوب (1897–1986)، القائد البريطاني للجيش العربي.

في تموز/يوليو 1948، بلغ عدد سكان مدينتي اللد والرملة ما بين 50,000 و70,000 فلسطيني عربي، من بينهم نحو 20,000 لاجئ فرّوا من يافا ومناطق فلسطينية أخرى نتيجة العمليات العسكرية. كانت مدن فلسطينية أخرى قد سقطت بالفعل أمام تقدم القوات الإسرائيلية منذ نيسان/أبريل، لكن اللد والرملة ظلتا صامدتين.
تختلف التقديرات حول مدى تحصين المدينتين واستعدادهما للدفاع. ففي كانون الثاني/يناير 1948، زار جون باغوت غلوب، القائد البريطاني للجيش العربي في شرق الأردن، عددًا من المدن الفلسطينية، من ضمنها اللد والرملة، وحثّ سكانها على التحضير للدفاع الذاتي. زوّد الجيش السكان بالأسلاك الشائكة وبعض الأسلحة.
في اللد، أُنشئ خط دفاع خارجي، وتم تجهيز مواقع قتالية، بالإضافة إلى حفر خندق مضاد للدبابات، ونشر مدفعية ميدانية، إلى جانب خط دفاع داخلي شمال شرق مركز المدينة، وصف بأنه محصن بشكل قوي. ووفقًا للمؤرخين الإسرائيليين ألون كاديش وأبراهام سيلا، فإن اللجنة القومية العربية – وهي هيئة طوارئ محلية تابعة للجنة العربية العليا بقيادة مفتي القدس – تولّت إدارة الشؤون المدنية والعسكرية في المدينة، ونظّمت عمليات حفر الخنادق، وحشدت المقاتلين، وجهّزت مركبات مسلحة، ونظمت خدمات طبية.
بحلول وقت الهجوم الإسرائيلي، تشير التقديرات إلى أن عدد أفراد الميليشيات في اللد بلغ حوالي 1000 مقاتل، مزودين ببنادق، ورشاشات خفيفة وثقيلة، وقاذفات مضادة للدبابات، ومدافع ميدانية خفيفة وثقيلة، بالإضافة إلى عدد من المركبات المدرعة المجهزة بالرشاشات. قُدّر عدد أفراد الجيش العربي في المدينة بحوالي 200 إلى 300 جندي، إلى جانب مئات من المتطوعين البدو وقوة كبيرة من الفيلق العربي.
ويشير بعض المؤرخين إلى أن الضحايا الذين سقطوا في اللد قُتلوا في سياق معركة عسكرية مباشرة للسيطرة على المدينة، وليس نتيجة مجزرة متعمدة.

## سقوط المدن

### الهجمات الجوية واستسلام الرملة
بدأ سلاح الجو الإسرائيلي بقصف البلدات ليلة 9–10 يوليو، بهدف دفع السكان المدنيين إلى الفرار، ويبدو أن ذلك نجح في الرملة؛ ففي الساعة 11:30 من صباح 10 يوليو، أبلغ مقر قيادة عملية داني (داني HQ) الجيش الإسرائيلي بوجود "حالة فرار عامة وخطيرة من الرملة". وفي وقت لاحق من ذلك اليوم، أمرت القيادة إحدى كتائبها بتسهيل خروج النساء والأطفال وكبار السن من الرملة، مع احتجاز الرجال في سن القتال.
في اليوم نفسه، سيطر الجيش الإسرائيلي على مطار اللد. وفي 11 يوليو، ألقت القوات الجوية الإسرائيلية منشورات على البلدتين تطالب السكان بالاستسلام. وافق زعماء مجتمع الرملة، إلى جانب ممثلين عن ثلاث عائلات عربية بارزة، على الاستسلام، وبعد ذلك قصفت القوات الإسرائيلية المدينة بالهاون وفرضت حظر تجول. وقد ذكرت صحيفة نيويورك تايمز في حينه أن السيطرة على المدينة اعتُبرت ذروة النجاح في عمر إسرائيل القصير آنذاك.
تم ترحيل خليل الوزير (الذي انضم لاحقًا إلى منظمة التحرير الفلسطينية وأصبح يُعرف باسم "أبو جهاد") من المدينة مع عائلته، التي كانت تملك متجرًا للبقالة هناك، عندما كان في الثانية عشرة من عمره. وقد صرّح لاحقًا أنه شاهد جثثًا متناثرة في الشوارع وبين المنازل، من بينها جثث لنساء وأطفال.

### غارة موشيه ديان على اللد
في ظهر يوم 11 يوليو، دخلت الكتيبة 89 المدرعة الإسرائيلية، بقيادة المقدم موشيه ديان، مدينة اللد. وتكتب المؤرخة الإسرائيلية أنيتا شابيرا أن الهجوم نُفّذ بمبادرة من ديان دون تنسيق مع قائده. فباستخدام قافلة من سيارات الجيب تتقدمها مدرعة "مارمون-هيرينغتون" مزودة بمدفع (كانت قد أُخذت من الفيلق العربي في اليوم السابق)، شن الهجوم في وضح النهار، وفقًا لبيني موريس، وقاد القوة عبر المدينة من الشرق إلى الغرب مطلقًا نيران الرشاشات على كل ما يتحرك، ثم تابعوا السير على طريق اللد–الرملة مطلقين النار على مواقع المليشيات حتى وصلوا إلى محطة القطار في الرملة.

كان كينيث بيلبي، مراسل صحيفة نيويورك هيرالد تريبيون، متواجدًا في المدينة آنذاك، وكتب:
"[قافلة الجيب الإسرائيلية] اندفعت إلى اللد وأسلحة البنادق والرشاشات والمدافع الرشاشة تشتعل. شقّت طريقها عبر الشوارع الرئيسية مطلقة النار على كل ما يتحرك ... كانت جثث الرجال والنساء العرب، وحتى الأطفال، متناثرة في الشوارع خلف هذا الهجوم الوحشي الباهر".
استغرقت الغارة 47 دقيقة، وأسفرت عن مقتل ما بين 100 و150 فلسطينيًا، بحسب ما أفادت به كتيبة ديان 89. أما الجانب الإسرائيلي فقد خسر 6 قتلى و21 جريحًا.
وبحسب المؤرخَين قاديش وسيلا، فإن ارتفاع عدد القتلى الفلسطينيين يعود إلى حالة الارتباك بشأن هوية القوات المهاجمة؛ إذ إن جنود الجيش الإسرائيلي كانوا يرتدون الكوفية، ويتقدمهم مدرعة سبق أن تم الاستيلاء عليها من الفيلق العربي، ما جعل السكان يعتقدون أن الفيلق العربي قد وصل، لكنهم فوجئوا بقوات ديان تطلق النار على كل شيء أثناء فرارهم من منازلهم.

### استسلام اللد واحتلالها
رغم عدم الإعلان رسميًا عن استسلام في اللد، خرج السكان إلى الشوارع وهم يلوّحون بالأعلام البيضاء. وفي مساء 11 يوليو، دخل المدينة نحو 300 إلى 400 جندي إسرائيلي. وبعد فترة قصيرة، انسحبت قوات الفيلق العربي من طريق اللد–الرملة، مع بقاء عدد قليل من الجنود في مركز شرطة اللد. ومع بزوغ فجر 12 يوليو، وصلت تعزيزات إسرائيلية إضافية. ووفقًا لتقرير صادر عن الجيش الإسرائيلي في حينه: "سارت مجموعات من الشيوخ والشباب والنساء والأطفال في الشوارع في مشهد كبير من الخضوع، وهم يرفعون الأعلام البيضاء، ودخلوا طوعًا إلى مناطق الاحتجاز التي أقمناها في المسجد والكنيسة – حيث تم فصل المسلمين والمسيحيين عن بعضهم". سرعان ما امتلأت هذه المباني، وتم الإفراج عن النساء والأطفال، بينما تُرك عدة آلاف من الرجال داخلها، من بينهم 4000 رجل في أحد مجمّعات المسجد.
تم جمع وجهاء المدينة، وبعد نقاش، قرروا الاستسلام. طُلب من سكان اللد ترك أسلحتهم على عتبات منازلهم ليقوم الجنود بجمعها، لكنهم لم يفعلوا. وتم الإعلان عن حظر تجول لتلك الليلة عبر مكبرات الصوت. وتوجه وفد من وجهاء المدينة، من بينهم رئيس بلدية اللد، إلى مركز الشرطة لإقناع الجنود المتحصنين هناك من الفيلق العربي بالاستسلام أيضًا. إلا أن هؤلاء رفضوا وأطلقوا النار على الوفد، ما أسفر عن مقتل رئيس البلدية وإصابة عدد من الآخرين.
وعلى الرغم من ذلك، قرر الكتيبة الثالثة الإسرائيلية قبول استسلام المدينة. ويذكر المؤرخ الإسرائيلي يوآف غيلبر أن جنود الفيلق الذين ظلوا في مركز الشرطة كانوا في حالة ذعر، وكانوا يرسلون رسائل استغاثة يائسة إلى قيادتهم في رام الله جاء فيها: "أليس في قلوبكم إيمان بالله؟ ألا تشعرون بأي رحمة؟ سارعوا بإرسال المساعدة!"، وكانوا على وشك الاستسلام، لكن قيادتهم أمرتهم بالانتظار لحين وصول قوة إنقاذ.

## مذبحة اللد

### عمليات قتل في مسجد دهمش
قُتل عدد من الفلسطينيين في مسجد دهمش. كتب المؤرخ بيني موريس أن عشرات المعتقلين العزّل قُتلوا في المسجد. وقدّر المؤرخ صالح عبد الجواد عدد القتلى في المسجد بين 175 و250 شخصًا. وكتب المؤرخ إيلان بابِه أن 250 شخصًا قُتلوا في المسجد. أما المؤرخ عارف العارف فقدّر عدد القتلى في المسجد بـ176 شخصًا.
وقد نشر شاهد عيان مذكراته في عام 1998، قال فيها إنه أزال 95 جثة من أحد المساجد. وفي مقابلة مع منظمة "زوخروت" حوالي عام 2013، اعترف الجندي السابق في "البلماح" يرحمئيل كاهانوفيتش بدوره في عمليات القتل في مسجد دهمش في اللد، مشيرًا إلى أنه أطلق قذيفة PIAT المضادة للدبابات داخل المسجد، ما تسبب في موجة صدمة هائلة أودت بحياة العديد من الأشخاص.

### الإصابات
كتب المؤرخ بيني موريس أن ما بين الساعة 11:30 والساعة 14:00، قُتل "حوالي 250" فلسطينيًا، مستشهدًا بالنشرة العسكرية الرسمية الإسرائيلية سفر هبلماح (كتاب البلماح). وقدّر المؤرخ الفلسطيني عارف العارف أن 426 فلسطينيًا قُتلوا في اللد في 12 تموز (يوليو)، من بينهم 176 قُتلوا في المسجد.

### العواقب
عندما انتهى إطلاق النار، كانت الجثث ملقاة في شوارع ومنازل اللد، وعلى الطريق بين اللد والرملة. وكان من المقرر أن يزور الصليب الأحمر المنطقة، لكن الحاكم العسكري الإسرائيلي الجديد للرملة أصدر أمرًا بتأجيل الزيارة. وقد أُعيد تحديد موعد الزيارة ليكون في 14 تموز (يوليو)؛ وأصدر مقر قيادة "داني" أمرًا للقوات الإسرائيلية بإزالة الجثث قبل ذلك الموعد، لكن يبدو أن الأمر لم يُنفَّذ. اشتكى الدكتور كلاوس دراير من سلاح الطب التابع للجيش الإسرائيلي في 15 تموز من وجود جثث لا تزال ملقاة في اللد ومحيطها، معتبرًا ذلك خطرًا صحيًا و"قضية أخلاقية وجمالية". وطلب تنظيم شاحنات وسكان عرب للتعامل مع الوضع.

## طرد السكان

### أوامر الطرد
كتب المؤرخ بيني موريس أن دافيد بن غوريون وقوات الجيش الإسرائيلي تُركوا إلى حد بعيد يتصرفون بمفردهم في ما يتعلق بكيفية التعامل مع سكان البلدات العربية الفلسطينية، دون مشاركة فعلية من مجلس الوزراء أو الوزراء الآخرين. ونتيجة لذلك، جاءت السياسة المُتبعة عشوائية وظرفية، تتوقف جزئيًا على الموقع الجغرافي، ولكن أيضًا على الديانة والهوية العرقية لسكان البلدة. فقد سُمِح للفلسطينيين العرب في منطقتي الجليل الغربي والسفلي، وغالبيتهم من المسيحيين والدروز، بالبقاء، في حين أن بلدتي اللد والرملة، ذات الأغلبية المسلمة، فتم إفراغهما تقريبًا بالكامل من سكانهما الأصليين.
يذكر أن إسحاق رابين (1922–1995) هو من وقّع أمر الطرد.
وفي ظل استمرار إطلاق النار في اللد، عُقد اجتماع في 12 يوليو 1948 في مقر عملية داني، ضم كلًا من بن غوريون، ويغئال يدين وتسفي أيالون، وهما من كبار قادة الجيش، بالإضافة إلى يسرائيل جليلي، أحد قادة منظمة الهاغاناه السابقة لتأسيس الجيش. كما حضر الاجتماع يغئال ألون، قائد العملية، ويتسحاق رابين.
في مرحلة ما، خرج بن غوريون وألون ورابين من الغرفة. وقد قدّم رابين روايتين مختلفتين لما جرى بعد ذلك:
في مقابلة أجراها عام 1977 مع ميخائيل بار زوهر، قال رابين إن ألون سأله: "ماذا نفعل بالسكان؟"، فأشار بن غوريون بيده وقال: "طردهم!" (بالعبرية: גרש אותם – غاريش أوتام).
أما في مخطوطة مذكراته التي كتبها عام 1979، فكتب رابين أن بن غوريون لم يتحدث، بل أشار بيده في حركة تدل على: "اطردوهم!".
وقد صدر أمر الطرد لسكان اللد في الساعة 13:30 من ظهر يوم 12 يوليو، موقّعًا من رابين نفسه.
كتب رابين في مذكراته:
"الطرد" كلمة ذات وقع قاسٍ. من الناحية النفسية، كانت هذه من أصعب العمليات التي قمنا بها. سكان اللد لم يغادروا طوعًا. كما ذكر أن بعض الجنود رفضوا المشاركة في عمليات الإخلاء.
أشار المؤرخ بيني موريس إلى أن الجنود الإسرائيليين أدركوا أن ما حدث كان ترحيلًا قسريًا وليس خروجًا طوعيًا. بل إن الاتصالات اللاسلكية للجيش بدأت في وصف السكان بـ"اللاجئين" حتى قبل اكتمال عملية الطرد.
بحسب تقارير مقر عملية داني إلى هيئة أركان الجيش في ظهر يوم 13 يوليو، فقد أُبلغت القيادة أن "القوات في اللد منشغلة بطرد السكان" (بالعبرية: עוסקים בגירוש התושבים – عوسكيم بيغيروش هَتوشافيم)، كما أُبلغت قيادات ألوية كرياتـي، اللواء الثامن، ويفتاح، بأن "المقاومة في اللد والرملة قد انتهت، وبدأت عملية إخلاء السكان" (بالعبرية: פינוי – بينوي).[61]

### تدخل شطريت/شرتوك

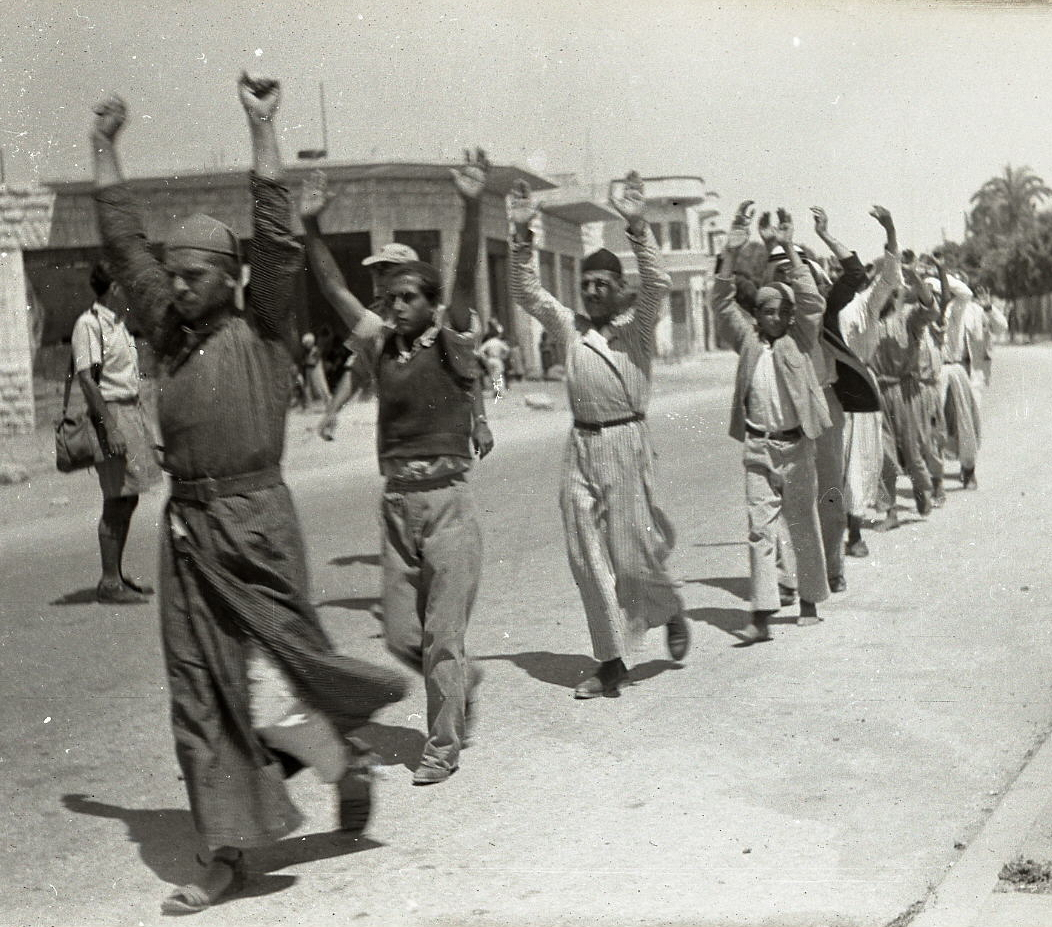
المعتقلون الفلسطينيون في الرملة

أفادت التقارير بأن الحكومة الإسرائيلية لم تكن على علم بخطة الطرد حتى ظهر بخور شطريت، وزير شؤون الأقليات، دون إعلان مسبق في مدينة الرملة بتاريخ 12 يوليو. وقد أصيب بالصدمة عندما اكتشف أن القوات كانت تنظم عمليات طرد. فعاد إلى تل أبيب لعقد اجتماع مع وزير الخارجية موشيه شاريت (المعروف أيضًا باسم موشيه شيرتوك)، الذي اجتمع لاحقًا مع دافيد بن غوريون للاتفاق على إرشادات تتعلق بكيفية التعامل مع السكان.
إلا أن المؤرخ بيني موريس يكتب أن بن غوريون على ما يبدو لم يخبر شطريت أو شاريت بأنه هو نفسه مصدر أوامر الطرد. بينما يختلف المؤرخ يوآف غيلبر مع تحليل موريس، معتبرًا أن اتفاق بن غوريون مع شطريت وشاريت يُعد دليلًا على أن الطرد لم يكن نيتَه، وليس دليلًا على ازدواجيته كما يوحي موريس.
اتفق الرجال الثلاثة على ضرورة إبلاغ سكان البلدتين بأن من يرغب في المغادرة يمكنه ذلك، أما من يختار البقاء فعليه أن يتحمّل مسؤولية نفسه ولن يُقدَّم له الطعام. كما تقرر عدم إجبار النساء والأطفال وكبار السن والمرضى على الرحيل، وعدم إلحاق الضرر بالأديرة والكنائس، مع عدم الإشارة إلى المساجد.
نقل بن غوريون هذا القرار إلى هيئة الأركان العامة للجيش الإسرائيلي، والتي بدورها أوصلته إلى مقر قيادة عملية داني في الساعة 23:30 من مساء 12 يوليو، أي بعد عشر ساعات من صدور أوامر الطرد. ويشير موريس إلى أن التعليمات شابها غموض لغوي، حيث إن كلمة "لاليخِت" (lalechet) في العبرية يمكن أن تعني "الذهاب" أو "المشي"، ما أدى إلى التباس في التنفيذ.
وبعد التأكد من أن التعليمات قد تم إيصالها، اعتقد شاريت أنه نجح في منع تنفيذ الطرد، دون أن يدرك أن هذه العمليات كانت قد بدأت بالفعل بينما كان يناقشها في تل أبيب.

### الطرد من الرملة
بدأ آلاف من سكان الرملة في مغادرة المدينة سيرًا على الأقدام، أو في شاحنات وحافلات، بين 10 و12 يوليو. وقد استخدم الجيش الإسرائيلي مركباته الخاصة، إلى جانب مصادرة مركبات العرب لنقل السكان.
وبحلول 13 يوليو، كان سكان المدينة قد تعرضوا لقصف جوي، واجتياح بري، وشاهدوا قنابل يدوية تُلقى داخل منازلهم، وقُتل المئات من الأهالي، كما فُرض عليهم حظر تجول، وتُركوا دون دعم من الفيلق العربي، في حين جرى اعتقال الرجال القادرين على القتال.
كتب سبيرو منير، وهو شاهد عيان، أن "الأمر المهم كان الخروج من المدينة". وقد جرى التوصل إلى اتفاق مع ضابط استخبارات في الجيش الإسرائيلي يُدعى شمريا غوتمن – وهو في الأصل عالم آثار – يقضي بأن يغادر السكان مقابل الإفراج عن الأسرى؛ وبحسب رواية غوتمن، فقد ذهب بنفسه إلى المسجد وأخبر الرجال أنهم أحرار في الانضمام إلى عائلاتهم.
وجاب المنادون والجنود شوارع المدينة سيرًا أو بمركباتهم، لإبلاغ السكان بأماكن التجمع تمهيدًا للرحيل.

### الطرد من اللد (مسيرة موت اللد)

#### الإصابات
تتفاوت التقارير بشأن عدد من لقوا حتفهم خلال عملية طرد سكان اللد. وكان العديد من الضحايا من كبار السن والأطفال الصغار الذين ماتوا نتيجة الحرّ والإرهاق.
قدّر المؤرخ الفلسطيني عارف العارف عدد القتلى في طرد سكان اللد بـ500 شخص، من بينهم 350 توفوا نتيجة العطش والإرهاق. أما نمر الخطيب فقد قدّر عدد الضحايا بـ335 شخصًا، وهو رقم وصفه المؤرخ الإسرائيلي بيني موريس بأنه "مبالغ فيه بلا شك"، بينما اعتبره المؤرخ مايكل بالومبو "رقمًا متحفظًا جدًا".
ويكتب موريس أن "عددًا قليلًا، وربما عشرات"، لقوا حتفهم بسبب الجفاف والإرهاق. وقدّر نور مصالحة عدد القتلى بـ350 شخصًا في "عملية الطرد والمسير القسري" من اللد. أما غلوب باشا، القائد البريطاني السابق للفيلق العربي، فكتب أن "لا أحد سيعرف أبدًا عدد الأطفال الذين ماتوا".

### سرقة اللاجئين

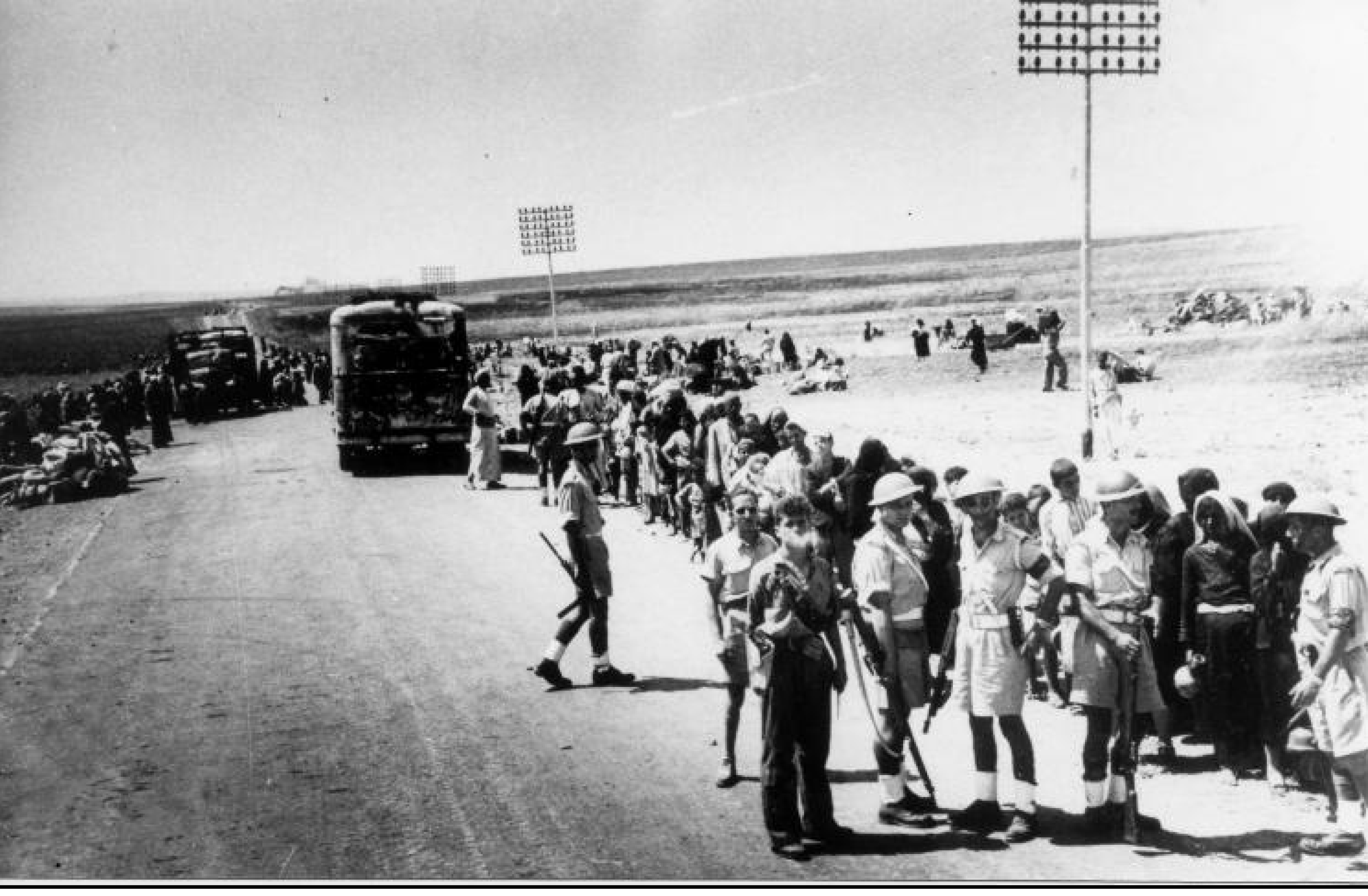
طرد المواطنين الفسلطينيين من الرملة

انتشرت أعمال السلب والنهب بحق اللاجئين، حيث كتبت مجلة The Economist في 21 أغسطس 1948: "كان يتم تجريد اللاجئين العرب بشكل منهجي من جميع ممتلكاتهم قبل إرسالهم في رحلتهم نحو الحدود. كان عليهم أن يتركوا خلفهم ممتلكاتهم المنزلية، والمتاجر، والملابس، وكل شيء."
واشتكى أهارون كوهين، مدير دائرة العرب في حزب مابام، إلى يغئال ألون بعد أشهر من الترحيل، بأن الجنود قد أُمروا بمصادرة المجوهرات والنقود من السكان، حتى يصلوا إلى الفيلق العربي دون موارد، مما يزيد العبء في إعالتهم. ورد ألون بأنه لا يعرف بوجود مثل هذا الأمر، لكنه أقرّ بإمكانية حدوث ذلك.
وقال جورج حبش، أحد المُهجّرين والذي أسس لاحقًا الجبهة الشعبية لتحرير فلسطين، إن الإسرائيليين صادَروا الساعات والمجوهرات والذهب والمحافظ من اللاجئين، وأضاف أنه شاهد أحد جيرانه يُطلق عليه الرصاص ويُقتل لأنه رفض أن يتم تفتيشه.

## النهب
مع مغادرة السكان، بدأ نهب المدن. كتب قائد لواء يفتاح، المقدم شمؤيل "مولا" كوهين، عن مدينة اللد قائلًا: "لقد بلغت قسوة الحرب هنا ذروتها." قال بيخور شطريت، وزير شؤون الأقليات، إن الجيش نقل 1800 شاحنة محملة بالممتلكات من مدينة اللد وحدها. وقد عُيِّن دوف شافرير ليكون "أمين ممتلكات الغائبين" في إسرائيل، وهو منصب يُفترض أنه مكلف بحماية وتوزيع ممتلكات الفلسطينيين، إلا أن موظفيه كانوا قليلي الخبرة وغير قادرين على السيطرة على الوضع.
كان النهب واسع النطاق لدرجة أن الكتيبة الثالثة اضطرت للانسحاب من مدينة اللد خلال ليلة 13–14 يوليو، وأُرسلت ليومٍ واحد إلى "بن شمن" من أجل كنوس حشفون نفش، وهو مؤتمر يهدف إلى التشجيع على محاسبة الذات. أجبرهم كوهين على تسليم ما نهبوه، فتم إلقاؤه في نار مشتعلة وتدميره، لكن الوضع عاد كما كان عند عودتهم إلى المدينة. وقد خضع بعض الجنود لاحقًا للمحاكمة.

## مزاعم العنف الجنسي

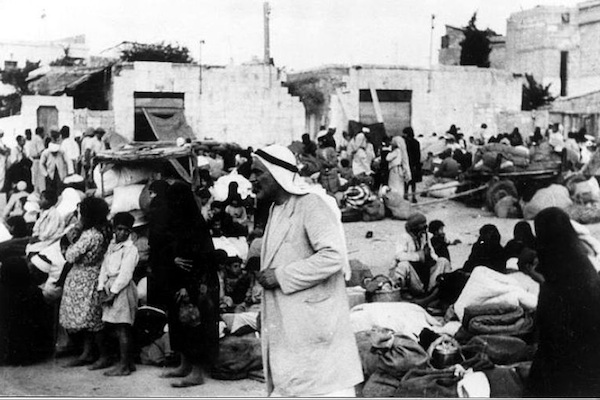
سكان اللد قبل طردهم

وُجهت اتهامات تفيد بأن جنودًا إسرائيليين اغتصبوا نساءً فلسطينيات. وقد أشار دافيد بن غوريون إلى هذه المزاعم في مذكراته بتاريخ 15 يوليو 1948، حيث كتب: "لقد طُرحت المسألة المؤلمة بشأن أعمال السلب والاغتصاب في المدن المحتلة...". ثم مضى بن غوريون في حديثه ليؤكد الحاجة إلى إنشاء قوة شرطة خاصة تُمنح صلاحية إطلاق النار على الجنود الذين يرتكبون مثل هذه الأفعال.
أما الكاتب الإسرائيلي عاموس كينان، الذي خدم قائدَ فصيلة في الكتيبة 82 التابعة للواء الإسرائيلي الذي احتل مدينة اللد، فقال في مقابلة مع مجلة The Nation نُشرت في 6 فبراير 1989: "في الليل، أولئك منّا الذين لم يستطيعوا كبح أنفسهم، كانوا يدخلون إلى مراكز الاعتقال لمجامعة النساء العربيات. أودّ كثيرًا أن أفترض، وربما أستطيع، أن من لم يتمالكوا أنفسهم كانوا يفعلون ما ظنّوا أن العرب كانوا سيفعلونه بهم لو ربحوا الحرب."
وأضاف كينان أنه سمع عن حالة واحدة فقط تقدّمت فيها امرأة بشكوى. وقد تم الترتيب لمحاكمة عسكرية، لكن خلال الجلسة، مرر المتهم ظاهر يده على عنقه (في إشارة تهديدية)، مما دفع المرأة إلى التراجع عن المضي في القضية.
لم تحظَ هذه المزاعم باهتمام كبير من الحكومة الإسرائيلية. ففي 21 يوليو، قال وزير الزراعة أهارون تسيسلينغ أمام مجلس الوزراء: "لقد قيل إن هناك حالات اغتصاب في الرملة. يمكنني أن أغفر أعمال الاغتصاب، لكنني لن أغفر أفعالًا أخرى تبدو لي أكثر خطورة بكثير. فعندما يتم دخول مدينة ونزع الخواتم بالقوة من الأصابع والمجوهرات من الأعناق — فإن ذلك أمر بالغ الخطورة."

## الإصابات
قدّر المؤرخ مايكل بالومبو أن عدد الفلسطينيين الذين قُتلوا في الهجمات على اللد والرملة بلغ نحو 1000 شخص. كما قدّر المؤرخ صالح عبد الجواد وقوع حوالي 1000 قتيل "في المراحل المتعددة من مجزرة اللد". أما المؤرخ عارف العارف فقد قدّر عدد القتلى الإجمالي في اللد بنحو 1300 شخص، في حين قدّر محمد نمر الخطيب عدد القتلى الإجمالي بنحو 1700 شخص.

## العواقب

### في رام الله وعمان وأماكن أخرى
تدفقت أعداد كبيرة من الفلسطينيين من اللد والرملة إلى رام الله، حيث كانوا يعانون من الفقر الشديد ويفتقرون إلى المال والطعام والماء، ما شكّل تهديدًا صحيًا ليس لهم فقط بل للمنطقة بأكملها. طلب مجلس مدينة رام الله من الملك عبد الله أن يبعدهم. توزع بعض اللاجئين على عمّان وقطاع غزة ولبنان وجليل الأعلى، وسط موجة من الغضب والاحتجاجات ضد الملك عبد الله وفيلق العرب بسبب عدم قدرتهم على حماية المدن. كان الناس يبصقون على غلوب، القائد البريطاني لفيلق العرب، أثناء مروره في الضفة الغربية، بينما حاولت عائلات جنود فيلق العرب اقتحام قصر الملك.
وقد وصف السفير البريطاني في عمّان، أليك كيركبرايد، احتجاجًا في 18 يوليو قائلاً:
"صعد نحو ألفي رجل فلسطيني التل باتجاه المدخل الرئيسي للقصر، وهم يهتفون ويصرخون مطالبين بإعادة احتلال المدن التي فقدت. ظهر الملك عبد الله على درج القصر، يرتدي ملابس بيضاء ورأسه مغطى، ونظر إلى الحشد الغاضب لبرهة، ثم نزل بين الحرس ليقترب من المتظاهرين. ضرب أحد المحتجين الذين كانوا يصرخون بقوة على جانب رأسه بيد الملك، فصمت المحتج. ثم صاح الملك: 'هل تريدون محاربة اليهود؟ إذاً هناك مكتب تجنيد خلف منزلي، اذهبوا وسجلوا أنفسكم. أما الباقون، فانزلوا التل فورًا!' فامتثل معظم الحشد ونزل التل بسرعة."
يذكر بيني موريس أنه خلال اجتماع اللجنة السياسية لجامعة الدول العربية في عمّان بتاريخ 12–13 يوليو، وجه مندوبو سوريا والعراق، على وجه الخصوص، اتهامات إلى غلوب بأنه يعمل لصالح المصالح البريطانية، وأحيانًا اليهودية، مستندين إلى تبريراته حول نقص القوات والذخيرة. كما اتهمه صحفيون مصريون بتسليم اللد والرملة لليهود. من جهته، أبلغ بيريه-جوردون، الوزير البريطاني بالإنابة في عمّان، وزارة الخارجية البريطانية بأن هناك شكوكًا حول قيام غلوب، بتوجيه من الحكومة البريطانية، بفقدان اللد والرملة عمدًا بهدف ضمان قبول شرق الأردن للهدنة. وأشار الملك عبد الله إلى رغبته في رحيل غلوب دون أن يطلب ذلك بشكل مباشر، خاصة بعد اتهامات ضباط عراقيين بأن الأسرة الهاشمية كلها تتلقى أموالًا من البريطانيين، إلا أن لندن طلبت منه البقاء. وشهدت شعبية بريطانيا بين العرب أدنى مستوياتها على الإطلاق.
دعا مجلس الأمن الدولي إلى وقف إطلاق النار بحلول 18 يوليو كحد أقصى، مع تهديد بفرض عقوبات على المخالفين. وقد أثارت هذه الدعوة غضب العرب، حيث وصفت صحيفة الحياة القرار بأنه "لا عدل ولا منطق ولا إنصاف، بل استسلام أعمى لكل ما هو صهيوني". ومع ذلك، يشير موريس إلى أن بعض القادة العرب كان لديهم مواقف أكثر واقعية وسرية ترحب بوقف القتال، نظرًا للتفوق العسكري الواضح لإسرائيل.

### وضع اللاجئين
كتب موريس أن وضع 400,000 فلسطيني عربٍ الذين تحولوا إلى لاجئين خلال ذلك الصيف — وليس فقط من مدينتي اللد والرملة — كان شديد الصعوبة، حيث كانوا يعيشون في مبانٍ حكومية مهجورة، وثكنات خالية، وتحت الأشجار. قام الكونت فولكي برنادوت، المبعوث الخاص للأمم المتحدة إلى فلسطين، بزيارة أحد مخيمات اللاجئين في رام الله ووصف المشهد بأنه من أكثر المشاهد رعبًا التي شاهدها في حياته. يشير موريس إلى أن الحكومات العربية لم تبذل جهودًا كبيرة لمساعدتهم، وكانت معظم المساعدات تصل إليهم من الغرب عبر الصليب الأحمر ومنظمة الكويكرز. وقد تم إنشاء هيئة جديدة تابعة للأمم المتحدة لتنظيم المساعدات، والتي تحولت في ديسمبر 1949 إلى وكالة الأمم المتحدة لإغاثة وتشغيل اللاجئين الفلسطينيين في الشرق الأدنى (الأونروا)، التي لا يزال يعتمد عليها الملايين من اللاجئين وذريتهم الذين تجاوز عددهم الآن أربعة ملايين. انتهت جهود برنادوت للوساطة، التي تضمنت اقتراح تقسيم فلسطين بين إسرائيل والأردن وتسليم مدينتي اللد والرملة للملك عبد الله، باغتياله في 17 سبتمبر 1948 على يد أربعة مسلحين إسرائيليين من منظمة "ليحي" الصهيونية المتطرفة.

### مؤتمر لوزان
عُقد مؤتمر لوزان عام 1949 تحت رعاية الأمم المتحدة، في الفترة من أبريل إلى سبتمبر، بهدف جزئي لحل قضية اللاجئين الفلسطينيين. وفي 12 مايو 1949، حقق المؤتمر إنجازًا وحيدًا بتوقيع الأطراف على بروتوكول لوزان الذي وضع إطارًا لسلام شامل يشمل الأراضي واللاجئين والقدس. وافقت إسرائيل مبدئيًا على عودة جميع اللاجئين الفلسطينيين، وذلك رغبةً في الحصول على عضوية الأمم المتحدة التي كانت مرتبطة بحل مشكلة اللاجئين. لكن بعد انضمامها إلى الأمم المتحدة، تراجعت إسرائيل عن الالتزام بالبروتوكول، إذ كانت راضية عن الوضع الراهن ولم ترى ضرورة لتقديم تنازلات بشأن اللاجئين أو الحدود.
كان وزير الخارجية الإسرائيلي، موشيه شارِّت، يأمل في التوصل إلى اتفاق سلام شامل خلال المؤتمر، لكنه لم يستطع مواجهة موقف رئيس الوزراء دافيد بن غوريون، الذي اعتبر أن اتفاقيات الهدنة التي أنهت القتال مع الدول العربية كانت كافية، وأعطى أولوية منخفضة لمعاهدة سلام دائمة.
في 3 أغسطس 1949، اقترحت إسرائيل إعادة 100,000 لاجئ، ولكن ليس إلى منازلهم الأصلية التي دُمرت أو أعيد توزيعها على اللاجئين اليهود القادمين من أوروبا، بل إلى أماكن أخرى تحددها إسرائيل، مع تحديد الأنشطة الاقتصادية التي يمكن للاجئين ممارستها. من بين هؤلاء الـ100,000، كان 25,000 قد عادوا بالفعل بشكل غير قانوني، ليصبح العدد الفعلي المقترح 75,000 لاجئ فقط. اعتبر الأمريكيون هذا العدد قليلًا، حيث طالبوا بعودة ما بين 200,000 إلى 250,000 لاجئ، بينما وصف العرب العرض الإسرائيلي بأنه "رمزي جدًا". ولدى إعلان خطة الـ100,000، تفاعل الإعلام والأحزاب السياسية الإسرائيلية بردود فعل سلبية موحدة، وبعد فترة قصيرة، سحبت إسرائيل عرضها.

### إعادة توطين المدن
في 14 يوليو 1948 أبلغ الجيش الإسرائيلي دافيد بن غوريون بأن "لا يوجد أيّ ساكن عربي" في الرملة أو اللد، كما كانا يُطلق عليهما آنذاك. لكن في الواقع بقي عدة مئات منهم، منهم عمال المدينة الذين حافظوا على الخدمات الأساسية مثل خدمات المياه، وعمال متخصصون في ساحات السكك الحديدية والمطار، إضافة إلى كبار السن والمرضى وبعض المسيحيين، وأشخاص آخرون عادوا إلى منازلهم خلال الأشهر التالية. وفي أكتوبر 1948، أبلغ الحاكم العسكري الإسرائيلي للرملة واللد أن 960 فلسطينيًا يعيشون في الرملة، و1,030 في اللد. وانتهى الحكم العسكري في المدينتين في أبريل 1949.
هاجر نحو 700,000 يهودي إلى إسرائيل بين مايو 1948 وديسمبر 1951 من أوروبا وآسيا وأفريقيا، ما أدى إلى تضاعف عدد السكان اليهود في الدولة؛ وفي عام 1950 أصدرت إسرائيل قانون العودة الذي منح اليهود الجنسية تلقائيًا. تم تخصيص منازل الفلسطينيين للمهاجرين اليهود جزئيًا بسبب نقص السكن الحتمي، وجزئيًا كسياسة لجعل استعادة السكان السابقين لمنازلهم أكثر صعوبة، كما أمكن للمهاجرين شراء أثاث اللاجئين من "الوصي على ممتلكات الغائبين". وأحيانًا سكنت عائلات يهودية في منازل فلسطينيين ما زالوا يعيشون في إسرائيل، وهؤلاء يعرفون بـ"الغائبين الحاضرين"، أي أنهم متواجدون فعليًا لكن لا يملكون وضعًا قانونيًا لاستعادة ممتلكاتهم. بحلول مارس 1950، كان يعيش في الرملة 8,600 يهودي و1,300 عربي فلسطيني، وفي اللد 8,400 يهودي و1,000 فلسطيني. معظم اليهود الذين استقروا في المدينتين كانوا من آسيا أو شمال أفريقيا.
أما الفلسطينيون الذين سُمح لهم بالبقاء في المدن فاحتُجزوا في أحياء مغلقة تُشبه الغيتوهات. قسم المسؤول العسكري المنطقة إلى ثلاث مناطق: الرملة، اللد، والسكك الحديدية (راكيفيت)، وهو حي في اللد أسسته السلطات البريطانية لعمال السكك الحديدية، وأعلن أن المناطق العربية فيها "مغلقة"، وتُدار كل منطقة مغلقة من قبل لجنة مكونة من ثلاثة إلى خمسة أعضاء. كان العديد من عمال المدينة الأساسيين من الفلسطينيين. ورغم أن الإدارات العسكرية وفّرت لهم بعض الاحتياجات مثل بناء مدرسة، وتوفير المساعدات الطبية، وتخصيص 50 دونمًا لزراعة الخضروات، وتجديد داخلية مسجد الدهماش، إلا أن اللاجئين شعروا بأنهم أسرى؛ إذ كان العمال الفلسطينيون في السكك الحديدية يخضعون لحظر تجول من المساء حتى الصباح، مع تفتيشات دورية للتأكد من عدم حملهم أسلحة.كتب أحدهم رسالة مفتوحة في مارس 1949 إلى صحيفة "اليوم" باسم 460 عاملًا مسلمًا ومسيحيًا في السكك الحديدية قالوا فيها:
"منذ الاحتلال، واصلنا العمل ولم تُدفع رواتبنا حتى هذا اليوم. ثم أُخذ عملنا منا وصِرنا عاطلين عن العمل. حظر التجول لا يزال ساريًا... لا يسمح لنا بالذهاب إلى اللد أو الرملة، فنحن أسرى. لا يسمح لأحد بالبحث عن عمل إلا عبر وساطة أعضاء اللجنة المحلية... نحن كعبيد. أطلب منكم إلغاء القيود وتركنا نعيش بحرية في دولة إسرائيل."

### اللد والرملة اليوم
حتى عام 2013، كان عدد سكان الرملة حوالي 69,000 نسمة. أما في اللد، فكان عدد السكان الرسمي لعام 2010 حوالي 45,000 يهودي و20,000 عربي، وتتمثل الصناعة الرئيسية للمدينة في مطارها، الذي أعيدت تسميته بمطار بن غوريون الدولي عام 1973. استُقبل في المدينة مهاجرون من إثيوبيا ينتمون إلى بيت إسرائيل في التسعينيات، مما زاد من التوترات العرقية في المدينة. وفي عام 2010، تم بناء جدار بارتفاع ثلاثة أمتار لفصل الأحياء اليهودية عن العربية.
اشتكت الجالية العربية من أن مدرسة في حي رامات إشقول في اللد، والذي أصبح فيه العرب أغلبية، أُغلقت بدلاً من تحويلها إلى مدرسة للقطاع العربي، وفي سبتمبر 2008 أُعيد افتتاحها كـ "يشيفا" وهي مدرسة دينية يهودية. وتعترف البلدية بأنها تسعى لأن تصبح اللد مدينة أكثر يهودية. بالإضافة إلى العرب المسجلين رسمياً، يشكل البدو حوالي خمس السكان الإجماليين، وقد وصلوا إلى اللد في ثمانينيات القرن الماضي بعد نزوحهم من أراضٍ في النقب، وفقًا لما ذكره ناثان جيفاي. يعيش البدو في مساكن تعتبرها السلطات الإسرائيلية غير قانونية على أراضٍ زراعية، وهي غير مسجلة ولا تتلقى خدمات بلدية.
يتمكن اللاجئون أحيانًا من زيارة منازلهم السابقة. فقد زارت مجموعة "زخرُوت" الإسرائيلية، التي تُعنى بدراسة المدن الفلسطينية السابقة، مدينة اللد في عامي 2003 و2005، حيث قامت بوضع لافتات باللغتين العبرية والعربية تسرد تاريخ المدينة، بما في ذلك لافتة على جدار الحي العربي القديم. وتُقابل هذه الزيارات بمزيج من الاهتمام والعداء.
زار الأب عودة رنتيسي، رئيس بلدية رام الله السابق والمُبعد من اللد عام 1948، منزل عائلته السابق لأول مرة في عام 1967، وقال:
"عندما توقّف الحافلة أمام المنزل، رأيت صبيًا صغيرًا يلعب في الحديقة. نزلت من الحافلة وذهبت إليه. سألته: 'منذ متى وأنت تعيش في هذا المنزل؟' فأجاب: 'وُلدت هنا'. فقلت له: 'وأنا أيضًا'..."

### أربع شخصيات بعد الخروج
- تولى إسحاق رابين، ضابط العمليات ليغال ألون والذي وقع على أمر طرد سكان اللد، منصب رئيس أركان الجيش الإسرائيلي خلال حرب الأيام الستة، ثم شغل منصب رئيس وزراء إسرائيل في عام 1974 ومرة أخرى في عام 1992. تم اغتياله عام 1995 على يد متطرف يميني إسرائيلي كان يعارض إبرام السلام مع منظمة التحرير الفلسطينية.

- يغال ألون، الذي قاد عملية داني وربما أصدر أوامر الطرد، أصبح نائب رئيس وزراء إسرائيل في عام 1967. وكان عضوًا في مجلس الحرب خلال حرب الأيام الستة عام 1967، ومهندس خطة ألون بعد الحرب، وهي مقترح لإنهاء الاحتلال الإسرائيلي للضفة الغربية. توفي عام 1980.

- خليل الوزير، ابن البقال الذي طُرد من الرملة، أصبح من مؤسسي حركة فتح بقيادة ياسر عرفات ضمن منظمة التحرير الفلسطينية، وبشكل خاص الجناح المسلح للحركة "العاصفة". نظم خليل الوزير حرب العصابات لمنظمة التحرير الفلسطينية وحركات شباب فتح التي ساعدت في إشعال الانتفاضة الأولى عام 1987. تم اغتياله على يد قوات إسرائيلية خاصة في تونس عام 1988.

- جورج حبش، الطالب الطبي الذي طُرد من اللد، أصبح قائدًا لإحدى أشهر الجماعات المسلحة الفلسطينية، الجبهة الشعبية لتحرير فلسطين. في سبتمبر 1970، كان وراء تنظيم اختطاف أربع طائرات ركاب متجهة إلى نيويورك، وهو هجوم وضع القضية الفلسطينية على الخريطة الدولية. كانت الجبهة الشعبية مسؤولة أيضًا عن مجزرة مطار اللد عام 1972 التي قتل فيها 27 شخصًا، واختطاف رحلة الخطوط الجوية الفرنسية إلى عنتيبي عام 1976، والتي أسفرت عن عملية إنقاذ للأسرى نفذها الجيش الإسرائيلي. توفي حبش بنوبة قلبية في عمّان عام 2008.

## التأريخ
يجادل بيني موريس بأن المؤرخين الإسرائيليين من خمسينيات القرن العشرين وحتى السبعينيات — الذين يسميهم "التاريخ القديم" — كانوا "أقل من صادقين" فيما يتعلق بما حدث في اللد والرملة. تسمي أنيتا شابيرا هؤلاء المؤرخين بـ"جيل البلمح": وهم المؤرخون الذين شاركوا في حرب 1948 العربية–الإسرائيلية، والذين عملوا لاحقًا في فرع التاريخ بالجيش الإسرائيلي، حيث كانوا يفرضون رقابة على مواد لم يكن بمقدور العلماء الآخرين الوصول إليها. وكتبت شابيرا أن تجربة المحرقة والحرب العالمية الثانية — بما في ذلك شعور اليهود بالضعف أمام الاضطهاد — جعلت الصراع على الأرض بين العرب واليهود مسألة حياة أو موت، وحرب 1948 "الذروة التراجيدية والبطولية لكل ما سبقها"، وانتصار إسرائيل "فعلًا من أفعال العدالة التاريخية".
تاريخ الجيش الإسرائيلي الرسمي لحرب 1948، المسمى "تولدوت ميلهمت هاكوميميوت" ("تاريخ حرب الاستقلال") والذي نُشر عام 1959، ذكر أن سكان اللد انتهكوا شروط استسلامهم، وأنهم غادروا خوفًا من الانتقام الإسرائيلي. كتب رئيس فرع التاريخ في الجيش الإسرائيلي، المقدم نتانئيل لورش، في كتابه "حافة السيف" (1961) أنهم طلبوا المرور الآمن من الجيش الإسرائيلي؛ وكتب عالم السياسة الأمريكي إيان لوستيك أن لورش اعترف في عام 1997 بأنه ترك منصبه لأن الرقابة جعلت من المستحيل كتابة تاريخ جيد. كما كتب موظف آخر في فرع التاريخ، المقدم إلهانان أورين، تاريخًا مفصلاً لعملية داني عام 1976 دون أي ذكر للطرد.
نشر المؤرخون العرب روايات، من بينها كتاب عارف العارف "النكبة 1947–1952" (1956–1960)، وكتاب محمد نمر الخطيب "من آثار النكبة" (1951)، وعدة أوراق بحثية لوائل الخالدي. وقد كان الأكاديميون الإسرائيليون والغربيون يتجاهلون هذه الروايات المبكرة للمؤرخين العرب، حيث انتقدهم بيني موريس، على سبيل المثال، لاعتمادهم على الشهادات الشفوية بدلاً من الأدلة الوثائقية. ويذكر موريس أن أول شخص في إسرائيل يعترف بطرد سكان اللد والرملة كان إسحاق رابين في مذكراته عام 1979، رغم أن هذا الجزء من مخطوطته أزيل بواسطة الرقابة الحكومية.
لم تكن المواد الموجودة في الأرشيفات الإسرائيلية متاحة لعقود بعد الحرب، ولكن بعد انتهاء فترة السرية التي فرضها قانون الأرشيف الإسرائيلي لعام 1955 والتي استمرت 30 عامًا، تم الإفراج عن مئات الآلاف من الوثائق الحكومية خلال ثمانينيات القرن العشرين. استنادًا إلى هذه الوثائق التي أصبحت متاحة حديثًا، ظهر عدد من المؤرخين الذين يُعرفون اليوم بـ"المؤرخين الجدد". تكتب أنيتا شابيرا أن هؤلاء المؤرخين ركزوا على 700,000 فلسطيني عربي تم اقتلاعهم بسبب الحرب، وليس على 6,000 يهودي قتلوا خلالها، وقيموا سلوك الدولة اليهودية كما يقيمون أي دولة أخرى. بين عامي 1987 و1993، نشر أربعة من هؤلاء المؤرخين - موريس نفسه، سيمها فلابان، إيلان بابيه، وأفي شلايم - ثلاثة منهم تلقوا تدريبهم في جامعتي أكسفورد وكامبريدج، سلسلة من الكتب التي غيرت منهجية دراسة نكبة الفلسطينيين. وفقًا لإيان لوستيك، رغم أن الأكاديميين كانوا يعرفون أن الفلسطينيين غادروا بسبب عمليات الطرد والترهيب، إلا أن ذلك كان مجهولًا إلى حد كبير لدى اليهود الإسرائيليين حتى صدور كتاب موريس "ميلاد مشكلة اللاجئين الفلسطينيين، 1947–1949" عام 1987.
تعرض عمل المؤرخين الجدد لانتقادات من عدد من المؤرخين الإسرائيليين مثل إفرايم كرش، الذي يكتب أن هناك هجرة فلسطينية طوعية أكثر مما يعترف به موريس وآخرون. يعترف كرش بوجود عمليات طرد، خصوصًا في اللد، لكنه يجادل - كما يفعل موريس - بأنها نتجت عن قرارات اتخذت في خضم المعارك، وتمثل نسبة صغيرة من إجمالي النزوح الفلسطيني. ويقول كرش إن المؤرخين الجدد قلبوا قصة تأسيس إسرائيل رأسًا على عقب، وجعلوا العرب المعتدين ضحايا، مع أنه يعترف بأن "التاريخ الجديد" أصبح مقبولًا على نطاق واسع. تتناقض مواقف كرش وموريس، رغم اختلافهما، مع مواقف إيلان بابيه ووليد الخالدي، الذين يجادلون ليس فقط بوجود عمليات طرد واسعة النطاق، بل وأنها لم تكن نتيجة قرارات عشوائية. بل، حسب قولهم، كانت عمليات الطرد جزءًا من استراتيجية مدروسة، تعرف بـ"خطة دالت"، وُضعت قبل إعلان استقلال إسرائيل، تهدف إلى نقل السكان العرب والاستيلاء على أراضيهم — وفي كلمات بابيه، لتنظيف عرقي للبلاد.
خصص آري شافيت فصلًا في كتابه "أرض الميعاد" (2013) للحديث عن الطرد، واصفًا الأحداث بأنها "صندوقنا الأسود... يكمن فيه السر المظلم للصهيونية." 

### أوامر الطرد
كتب إسحاق رابين في مذكراته: «مصطلح "الطرد" يحمل نبرة قاسية. نفسيًا، كانت هذه واحدة من أصعب العمليات التي قمنا بها. سكان اللد لم يغادروا طوعًا، ولم يكن هناك سبيل لتجنب استخدام القوة وإطلاق تحذيرات لجعل السكان يسيرون لمسافة 10 إلى 15 ميلًا حتى نقطة التقاءهم بالفيلق العربي.» وقد حذفت لجنة الرقابة الإسرائيلية هذا القسم من مخطوطته، لكن الصحفي الإسرائيلي بيريتز كيدرون، الذي ترجم المذكرات إلى الإنجليزية، سلّم النص المحذوف إلى ديفيد شيبلر من صحيفة نيويورك تايمز، الذي نشره في 23 أكتوبر 1979.
في مقابلة مع نيويورك تايمز بعد يومين، اختلف يغال ألون مع رواية رابين للأحداث، قائلاً: «مع كل احترامي الكبير لرابين خلال حرب الاستقلال، كنت قائده ومعرفتي بالحقائق أدق لذلك.» وأضاف: «لم أطلب من بن غوريون الراحل إذنًا لطرد سكان اللد، ولم أتلق مثل هذا الإذن، ولم أصدر أوامر بذلك.» وأوضح أن السكان غادروا جزئيًا بناءً على تعليمات الفيلق العربي لكي يتمكن الفيلق من استعادة اللد لاحقًا، وجزئيًا بسبب حالة الذعر التي أصابتهم.
كذلك ينتقد يوآف جيلبر رواية رابين، مشيرًا إلى أن بن غوريون كان عادةً يعبر عن أوامره بوضوح، شفهيًا أو كتابيًا، ولم يكن يصدر أوامر بالتلويح باليد فقط. وأضاف أنه لا توجد سجلات أو اجتماعات قبل الغزو تشير إلى مناقشة موضوع الطرد. وعزا عمليات الطرد إلى يغال ألون، المعروف بسياسة الأرض المحروقة. ووفقًا لجيلبر، في أي مكان كان ألون يقود القوات الإسرائيلية، لم يبق أي فلسطيني.
بينما أصرّت التأريخية التقليدية في إسرائيل على أن اللاجئين الفلسطينيين غادروا بأوامر من القادة العرب، فقد تحدى بعض الباحثين الإسرائيليين هذا الرأي في السنوات الأخيرة.

### مذبحة اللد
يرى المؤرخان الإسرائيليان ألُون كاديش وأبراهام سيلا أنه لا يوجد دليل مباشر من شهود عيان يؤكد وقوع مجزرة في اللد، وأن الوفيات حدثت خلال معركة عسكرية للسيطرة على المدينة، وليس نتيجة لمجزرة. إلا أن هذا الرأي تعرض لانتقادات واسعة.
اقتباسًا من ورقة كاديش وسيلا، خلص جون دبليو بول إلى القول:
«...في صباح 12 يوليو 1948، تعرضت قوات البلماح في اللد لإطلاق نيران كثيف من "آلاف الأسلحة من كل بيت وسقف ونافذة"، مما أدى إلى وقوع خسائر كبيرة». ويبدو أن هذه التصريحات تشكل أساس الكثير من الحجة المطروحة في المقال. وأعتقد أن المؤلفين كان يجب أن يقدموا مزيدًا من المعلومات حول المعنى الدقيق لهذه التصريحات، وصحتها الواقعية، ومصادرها.»
وأضاف بول: «موريس لا يحدد عدد المدنيين المشاركين في القتال، لكن روايته توحي بأن عدد المسلحين العرب كان أقل بكثير من عدة آلاف» (وهو ما أشار إليه كاديش وسيلا). 
كما أعرب جيمس بوين عن نقده، حيث وضع ملاحظة تحذيرية على موقع جامعة كاليفورنيا في كيرنال: «...هذا الرأي يستند إلى كتاب من تأليف نفس المؤلفين نُشر عام 2000 من قبل وزارة الدفاع الإسرائيلية.»
وقد كتب كاديش وسيلا أيضًا أنه، بحسب قائد الكتيبة الثالثة، موشيه كلمان، تعرض الإسرائيليون لإطلاق نار كثيف من "آلاف الأسلحة من كل بيت وسقف ونافذة". بينما وصف موريس هذا الكلام بأنه "هراء" وجادل بأن عدد المدنيين الذين شاركوا في ما كان اشتباكًا قصيرًا لم يتجاوز بضعة عشرات فقط.

## في الفن

لوحة "إلى أين؟" (1953) للفنان إسماعيل شموط

كان الفنان الفلسطيني إسماعيل شمّوط (1930–2006) يبلغ من العمر 19 عامًا عندما طُرد من اللد. أنجز سلسلة من اللوحات الزيتية التي تصوّر مسيرة النزوح، وأشهرها لوحة "إلى أين...؟" (1953)، والتي تُعدّ من الأعمال الأيقونية في الذاكرة الفلسطينية. تُصوّر اللوحة، بالحجم الطبيعي، رجلًا يرتدي أسمالًا، يحمل عصا مشي بيده اليمنى، ويمسك بيد طفل بيده الأخرى، بينما يجلس طفل صغير على كتفه، ويسير خلفه طفل ثالث يبكي ووحيدًا. وتظهر شجرة ذابلة في الخلفية، وعلى البعد أفق مدينة عربية تظهر فيها مئذنة مسجد. كتبت الباحثة غانيت أنكوري أن الأم الغائبة في اللوحة تمثل الوطن المفقود، والأطفال هم أيتام ذلك الوطن.
أما الشاعر الإسرائيلي ناثان ألترمان (1910–1970)، فقد كتب قصيدة بعنوان "على هذا" (Al Zot)، والتي يرى بعض المؤرخين أنها كُتبت عن أحداث العنف في اللد، على الرغم من أن بعضهم يرجّح أنها تناولت مجزرة الدوّايمة بدلاً منها. ويكتب المؤرخ بيني موريس أن ما تصفه القصيدة "يتطابق مع ما جرى في غارة ديان على اللد – كما أن القصيدة تشير صراحةً إلى حادثة في بلدة (עיר / ir) وليس في قرية (כפר / kfar)".
نُشرت القصيدة في صحيفة دافار في 19 نوفمبر 1948، وتحكي عن جندي إسرائيلي يطلق النار بالرشاش على عربي خلال حرب عام 1948. وبعد يومين، طلب ديفيد بن غوريون من ألترمان الإذن بنشر القصيدة داخل الجيش الإسرائيلي عبر وزارة الدفاع.
تقول أبيات من القصيدة:
فلنغنِّ إذًا عن "حوادث رقيقة"
والتي، بالمناسبة، اسمها الحقيقي هو القتل
ولْتُكتب الأغاني عن حوارات مع محاورين متعاطفين
الذين، وهم يضحكون بتواطؤ، يقدمون التنازلات ويمنحون الغفران.